# Heimbuchenthal

Gemeindegebiet mit Gemeindeteilen von Heimbuchenthal

Heimbuchenthal ist eine Gemeinde im unterfränkischen Landkreis Aschaffenburg sowie der Sitz der Verwaltungsgemeinschaft Mespelbrunn. Der gleichnamige Ort ist ein staatlich anerkannter Erholungsort.

## Geografie

### Geografische Lage
Die Gemeinde liegt in der Region Bayerischer Untermain im oberen Elsavatal im Naturpark Spessart. Durch den Ort führt die Staatsstraße 2308. Der topographisch höchste Punkt der Gemeindegemarkung befindet sich mit 478 m ü. NHN (Lage) nordöstlich von Heimbuchenthal, am Gipfel der Zeugplatte, der niedrigste liegt am Höllhammer an der Elsava auf 196 m ü. NHN (Lage).

### Gemeindegliederung
Es gibt drei Gemeindeteile (in Klammern ist der Siedlungstyp angegeben):
- Heimathen (Weiler)
- Heimbuchenthal (Pfarrdorf)
- Höllhammer (Weiler)

Es gibt die Gemarkungen Heimbuchenthal und Krausenbacher Forst.

### Nachbargemeinden
| Gemeinde Leidersbach | Gemeinde Mespelbrunn                        |                                           |
| Gemeinde Hausen      | Kompassrose, die auf Nachbargemeinden zeigt | Rohrbrunner Forst (Gemeindefreies Gebiet) |
| Markt Elsenfeld      | Markt Eschau                                | Gemeinde Dammbach                         |

## Name

### Etymologie
Dem ursprünglichen Namen Hagenbuchendal liegt das mittelhochdeutsche Wort hagenbuoche, das Hainbuche bedeutet, zugrunde. Als Erklärung ergibt sich Tal in dem Hainbuchen wachsen. Im Volksmund wird der Ort Heemschedaal (Aussprache: [hemɪʃədɑ̃l]) genannt.

### Frühere Schreibweisen
Frühere Schreibweisen des Ortes aus diversen historischen Karten und Urkunden:
| - 1248 Hagenbuchendal - 1282 Hainbuchentale - 1291 Hambuchendal - 1300 Hainbuchendal | - 1551 Heinbuchenthale - 1625 Haimbuchenthal - 1686 Heimbuchenthal |

## Geschichte

### Bis zum 19. Jahrhundert
Heimbuchenthal wurde erstmals im Jahr 1282 urkundlich erwähnt. Im Jahre 1495 wurde der Ort erstmals als Gerichtssitz genannt. Das ehemalige Vogteiamt (bis 1782) fiel bei der Säkularisation an das neugebildete Fürstentum Aschaffenburg und 1810 an das Großherzogtum Frankfurt.
Dort lag Heimbuchenthal 1812 als Mairie zusammen mit dem Höllhammer, einem weiteren Eisenhammer und den Heimath Höfen auf dem Gebiet der Districtsmairie Rothenbuch des Departements Aschaffenburg und hatte 623 Einwohner. Maire war Lorenz Bachmann. Seine Adjuncte hießen Johann Kries und Johann Spieler. Salzfactor war Andreas Spieler. Der Schullehrer hieß Adam Hornung, der Pfarrer Laurenz Rudolf und der Kaplan Johann Lammert. Außerdem gab es in Mespelbrunn ein Beneficiat unter Franz Freiherrn von Speth, das von Peter Franz Hofmann verwaltet wurde. Zugleich lag Heimbuchenthal  mit Ausnahme des Höllhammers, des Höllenhofes, des Schlosses und des Jägerhauses Mespelbrunn, die zum Gräflich Ingelheimschen Patrimonialamt Unterhausen gehörten, in der Amtsvogtei Rothenbuch.
1814 kam Heimbuchenthal mit der Districtsmairie Rothenbuch zu Bayern und lag dort ab 1. Oktober 1814 auf dem Verwaltungsgebiet des Landgerichts zweiter Klasse (älterer Ordnung) Rothenbuch, aus dem am 1. Juli 1862 durch Zusammenschluss mit dem Landgericht Aschaffenburg älterer Ordnung das Bezirksamt Aschaffenburg gebildet wurde.

### 20. Jahrhundert
1939 wurde wie überall im Deutschen Reich die Bezeichnung Landkreis eingeführt. Heimbuchenthal war nun eine der 33 Gemeinden im Altkreis Aschaffenburg. Dieser schloss sich am 1. Juli 1972 mit dem Landkreis Alzenau in Unterfranken zum neuen Landkreis Aschaffenburg zusammen.
1982 wurde eine große 700-Jahr-Feier begangen, in deren Rahmen auch einige touristische Anlagen eingeweiht wurden.

### Einwohnerentwicklung
| Jahr      | 1970 | 1987 | 1991 | 1995 | 2000 | 2005 | 2010 | 2015 | 2020 |
| --------- | ---- | ---- | ---- | ---- | ---- | ---- | ---- | ---- | ---- |
| Einwohner | 1875 | 2106 | 2258 | 2295 | 2260 | 2184 | 2155 | 2204 | 2214 |

Im Zeitraum 1988 bis 2018 stieg die Einwohnerzahl von 2131 auf 2206 um 75 Einwohner bzw. um 3,5 %. 1992 hatte die Gemeinde 2298 Einwohner.
Quelle: BayLfStat

## Politik

### Gemeinderat
Der Gemeinderat von Heimbuchenthal hat 15 Mitglieder einschließlich des hauptamtlichen Bürgermeisters.
| Wahljahr                                                     | CSU | SPD/FWG | CSU/Bürgervereinigung | Gesamt   |
| ------------------------------------------------------------ | --- | ------- | --------------------- | -------- |
| 2020                                                         | 7   | 7*      | –                     | 14 Sitze |
| 2014                                                         | –   | 8*      | 6                     | 14 Sitze |
| * zzgl. Bürgermeister (Stand: Kommunalwahl am 15. März 2020) |     |         |                       |          |

### Bürgermeister
Erster Bürgermeister ist seit 28. März 1998 Rüdiger Stenger (SPD/FWG). Dieser wurde zuletzt am 15. März 2020 mit 87,3 % der Stimmen wieder gewählt.
Die Gemeindesteuereinnahmen betrugen im Jahr 2020 umgerechnet 2,234 Mio. €, davon betrugen die Gewerbesteuereinnahmen (netto) umgerechnet 678 T€.

### Wappen
| Wappen von Heimbuchenthal | Blasonierung: „In Rot ein silberner Wellenbalken, darüber drei silberne Buchenblätter an gekreuzten Stielen, darunter ein aus dem unteren Schildrand wachsendes silbernes Zahnrad.“ |
| Wappen von Heimbuchenthal | Wappenbegründung: Die Buchenblätter im Wappen beziehen sich auf die geografische Lage im Hochspessart und sind ein „redendes“ Symbol für den Ortsnamen. Der Wellenbalken symbolisiert die Lage der Gemeinde im Elsavatal. Die Kombination des Wellenbalkens mit dem Zahnrad weist auch auf das im 18. und 19. Jahrhundert im Gemeindeteil Höllhammer betriebene Hammerwerk hin. Die Farben Silber und Rot sind die Farben des Kurfürstentum Mainz, das bis 1803 in Heimbuchenthal die Landesherrschaft innehatte. Wappenführung seit September 1981. |

### Partnergemeinde
Im Jahre 1988 wurde die französische Gemeinde Thury-Harcourt im Département Calvados zur Partnergemeinde von Heimbuchenthal.

## Sehenswürdigkeiten
- Musikpavillon am Alten Bahnhof
- Kurparksee
- Fuß- und Radweg entlang der Elsava mit Wildererdenkmal
- Wallfahrtskapelle Herrin der Berge
- Fahrradmuseum Pedalwelt

### Heimathenhof
Einen Kilometer westlich des Ortes befindet sich der Weiler Heimathenhof (nach dem Gräflich von Ingelheim´schen Forstrevier Heumahden).
Die Freiherren von Fechenbach können gemeinsam mit den Herren von Kottwitz als die Gründer des Gehöftes angesehen werden. 1484 kam Heimathen an die Echter von Mespelbrunn, die später den Hof in mehrere Güter aufteilten und als Erbbestand an mehrere Familien vergaben. Die Pachtverträge hatten bis 1849 Gültigkeit. In diesem Jahr gingen dann die Güter in das Eigentum der Hofbauern über. Das Hofgut, mit Gasthof und Pension, der Familie Englert, wurde 1989 von der Familie Schwab erworben und zu einem Hotel und Gästehaus umgebaut. Direkt am Hotel kann man Rot- und Damwild in einem weitläufigen Gehege beobachten.
Die Kapelle Mariä Heimsuchung haben die Bauern vom Heimathenhof 1804 erbauen lassen, als Dank für die Verschonung vor Plünderungen seitens französischer Soldaten. Eine Renovierung erfolgte im Jahr 2000.

### Höllhammer

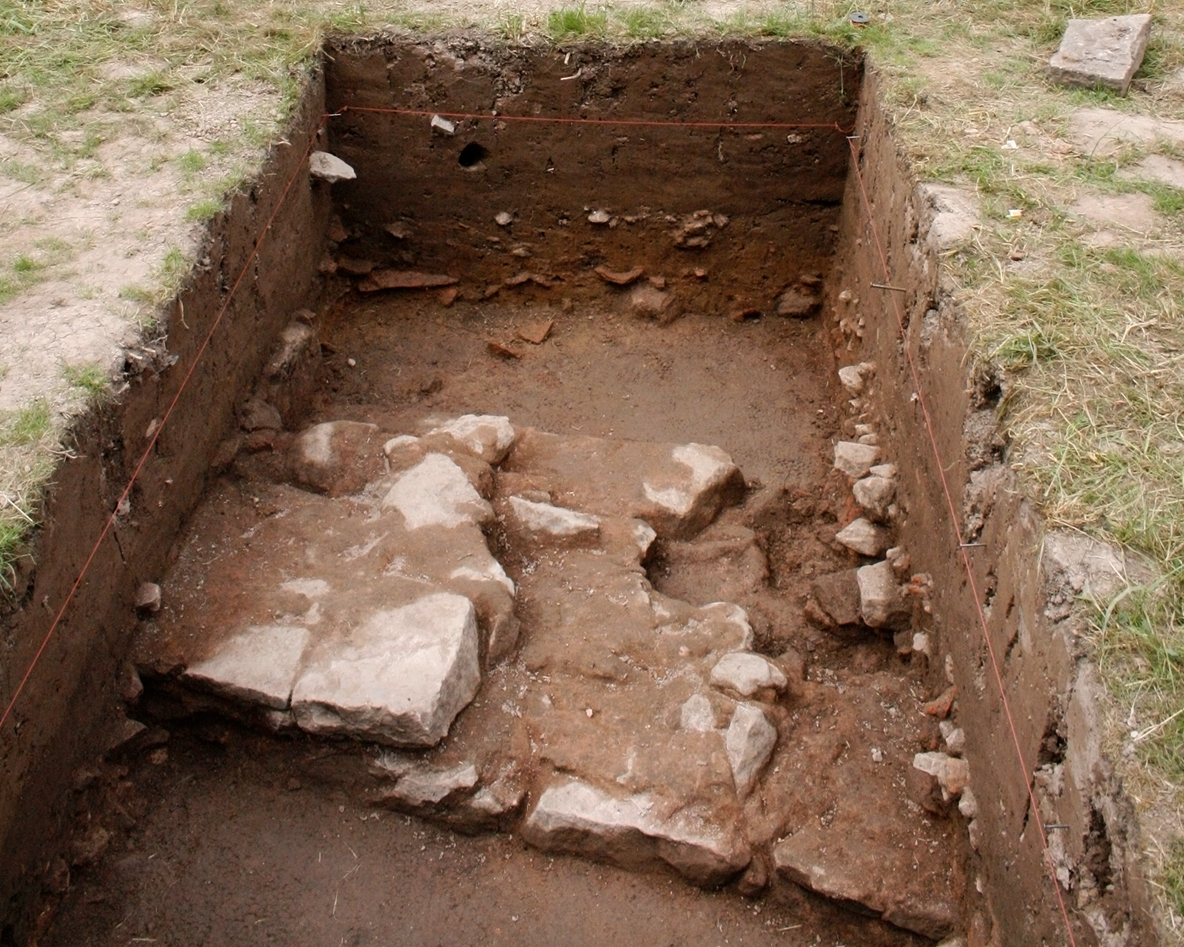
Teil der Westmauer des Wohnturms der Burg Mole, freigelegt während der archäologischen Ausgrabung 2008 unter Federführung des ASP

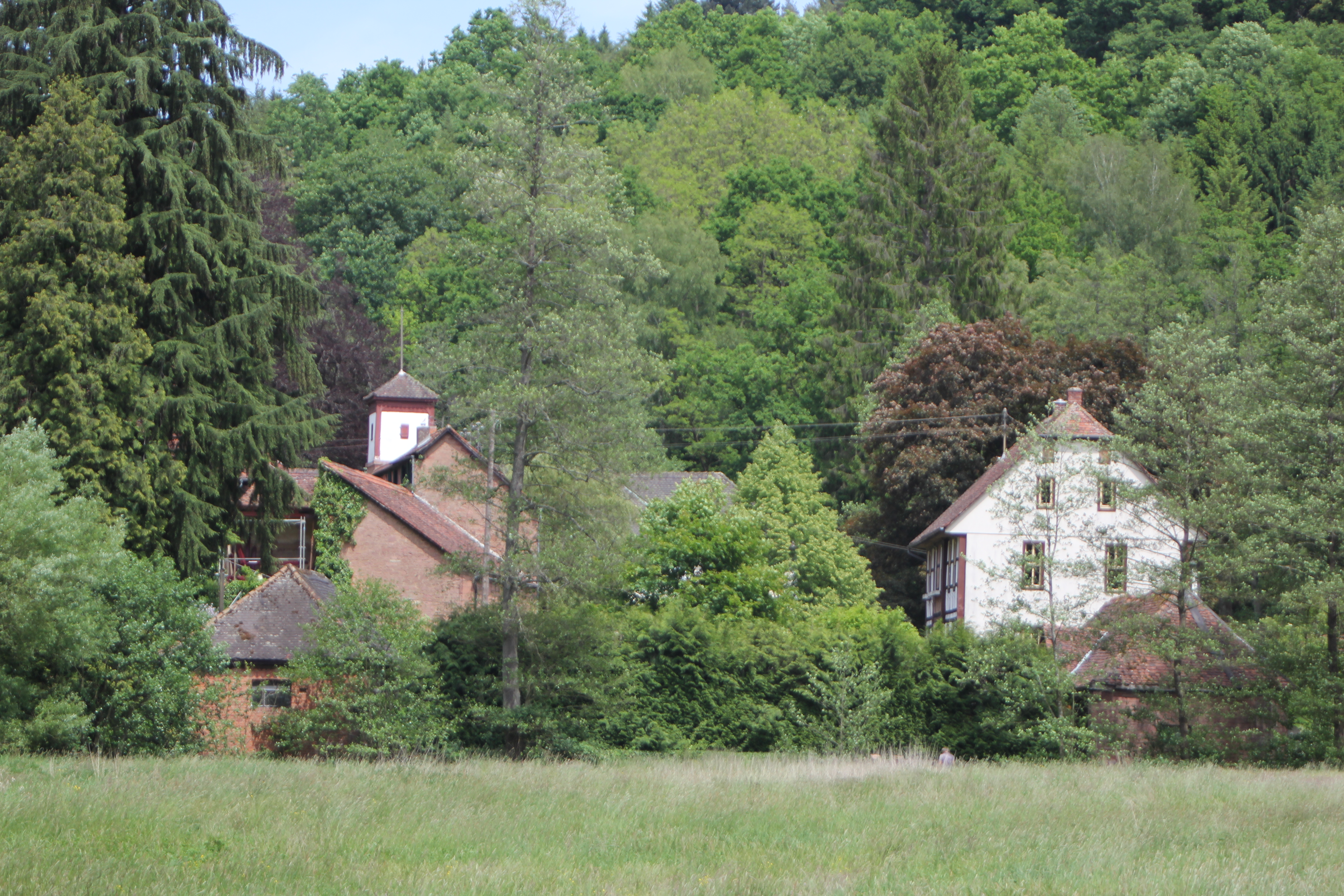
Der am südlichen Ende der Gemarkung gelegene Höllhammer

Etwa vier Kilometer in südlicher Richtung im Elsavatal liegt der Weiler Höllhammer mit den ehemaligen Anlagen eines Eisenhammers. Erstmals erwähnt wurde Ende des 13. Jahrhunderts ein Schloss Mulen, sowie der Sitz eines Försters, eine Forsthube. 1535 war der Herrschaftsbau bereits zerfallen und die Grafen von Ingelheim, die ihren Sitz bereits im nahegelegenen Schloss Mespelbrunn hatten, ließen dort dann einen Gutshof errichten, der Höllenhof nach der unweit gelegenen Höllschlucht genannt wurde. Um 1700 entstand dann der von einer Mühle getriebene erste Eisenhammer, der nach dem Hofgut den Namen Höllhammer trug. Der Eisenhammer, inzwischen 1795 von Georg Ludwig Rexroth übernommen, galt zu Beginn des 19. Jh. als „erstes und leistungsfähigstes Hammerwerk“ im Fürstentum Aschaffenburg. Um 1830 lebten etwa 100 Menschen auf dem Höllhammer und die eigens erbaute Schule wurde von bis zu 30 Kindern besucht. 1829 fertigte und lieferte der Besitzer des Höllhammers, Georg Ludwig Rexroth die eisernen Glieder der Bamberger Kettenbrücke. 1851 wurde unterhalb Heimbuchenthals der Höllenturm abgebrochen. Seine Steine wurden für den Bau der Straße durch das Elsavatal verwendet. Bis 1891 wurde noch produziert, anschließend wurde das Gelände wieder in ein Hofgut umgebaut. Zu sehen ist das Knechtshaus mit dem Glockenturm, das Herrenhaus und die Schule. Die Gebäude sind bis auf die Schmieden bewohnt. Im Wald findet sich ein alter Friedhof der Rexroth-Familie.

### Kirchen und Kapellen

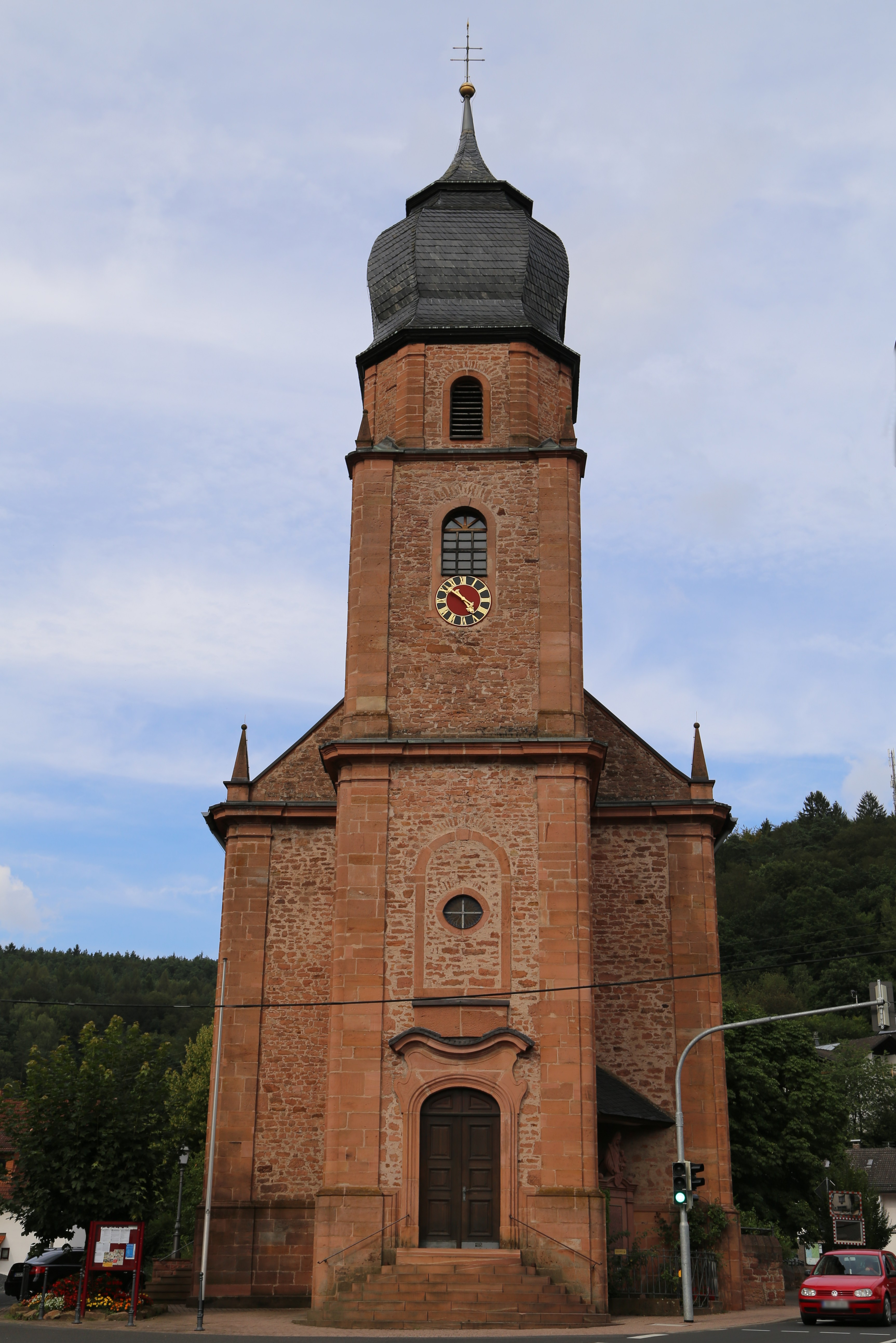
St. Martin

- Die Kirche St. Martin ist im Rokokostil gehalten und wurde 1753 erbaut. 2003 erfolgte eine komplette Restauration.
- Die Kapelle Herrin der Berge ließen 1853 die Brüder Konrad und Peter Spieler errichten. Von der Feldkapelle aus hat man einen Blick ins Elsavatal.
- Die Kapelle Mariä Heimsuchung haben 1804 Bauern aus Heimathenhof aus Dank für die Verschonung vor Plünderungen seitens französischer Soldaten erbauen lassen. Eine Renovierung erfolgte im Jahr 2000.

## Wirtschaft und Infrastruktur

### Wirtschaft einschließlich Land- und Forstwirtschaft
Es gab im Jahr 2020 nach der amtlichen Statistik im produzierenden Gewerbe 169 und im Bereich Handel und Verkehr 150 sozialversicherungspflichtig Beschäftigte am Arbeitsort. In sonstigen Wirtschaftsbereichen waren am Arbeitsort 170 Personen sozialversicherungspflichtig beschäftigt. Sozialversicherungspflichtig Beschäftigte am Wohnort gab es insgesamt 883. Im verarbeitenden Gewerbe gab es keine, im Bauhauptgewerbe zwei Betriebe. Zudem bestanden im Jahr 2016 vier landwirtschaftliche Betriebe mit einer landwirtschaftlich genutzten Fläche von 39 ha.

### Bildung
Es gibt folgende Einrichtungen (Stand: 2021):
- eine Kindertageseinrichtung: 99 genehmigte Betreuungsplätze mit 92 Kindern
- zwei Volksschulen: 11 Lehrkräfte und 142 Schülerinnen und Schüler

## Persönlichkeiten
- Heidemarie Wright (* 1951), Politikerin (SPD)